# Perdita ampla
Perdita ampla är en biart som beskrevs av Timberlake 1971. Perdita ampla ingår i släktet Perdita och familjen grävbin. Inga underarter finns listade i Catalogue of Life.